# Incógnito (programa de televisión)
Incógnito fue un programa de televisión mexicano, conducido por Facundo y producido y dirigido por Miguel Ángel Fox para Canal 5.

## Características del conductor en el programa
En la presentación del programa, Facundo aseguraba dejar su "irreverencia", para mostrar su madurez como presentador y que la finalidad del horario temprano fue para ganar más adeptos para la barra del Canal 5. De la misma forma aseguraba que no abordaría temas políticos en su programa. Pero esto no fue realidad, ya que siguió siendo irreverente y en el primer programa sale Martita Según (El Privilegio de Mandar) y en el último del 2006 habla de que el siguiente día iba a ser el cambio de presidente.

## Formato del programa
Hay secciones de regular frecuencia como Que lo hagan ellas, “Mi Papá es un Duende” Untranseunte, entre otros.
En este programa se dio a conocer a un personaje de las calles de México, un indigente apodado Changoleón, cuyo nombre verdadero es Samuel, y se le podía encontrar en el centro de Coyoacán alcoholizado y que debido a su presentación en televisión con Facundo logró el estrellato y una gran popularidad entre la gente.
El conductor afirma su regreso a la televisión mexicana en 2012, asegura. Fue un programa llamado ¡Ya Párate! El Experimento, en septiembre de 2013 regreso oficialmente al Canal 5 con su programa llamado Turnocturno.

## Secciones
Las siguientes secciones se presentaron el 8 de noviembre del 2007.
- El Tema ***
- Untranseunte **
- Los Volados *
- Buscar y Destruir *
- Confesiones en pijama **
- Alguien mate al abuelo **
- Con ustedes Nosotros **
- Industrias Incógnito **
- Que lo hagan ellas *
- Un Adán para una Concha **
- Mi papá es un duende **

-*Esta sección ya no se transmitía para esa fecha.
-**Esta sección se siguió transmitiendo hasta el final del programa en 2008.
-***Esta sección cambia cada día.

## Episodios

### Primera Temporada (2005)
| Episodio # | Temp. # | Tema                             | Otras Secciones |
| ---------- | ------- | -------------------------------- | --- |
| 01.        | 01.     | La Gravedad Cero                 | |
| 02.        | 02.     | La Edad de las Mujeres           | |
| 03.        | 03.     | La Infidelidad                   | |
| 04.        | 04.     | La Obesidad                      | |
| 05.        | 05.     | La Fama                          | |
| 06.        | 06.     | Los Vagabundos                   | |
| 07.        | 07.     | Los Luchadores                   | |
| 08.        | 08.     | Fútbol                           | |
| 09.        | 09.     | Las Mentiras                     | |
| 10.        | 10.     | Club de Pelea                    | |
| 11.        | 11.     | Mamás y Mamacitas                | |
| 12.        | 12.     | Big Brother                      | |
| 13.        | 13.     | El Table Dance                   | |
| 14.        | 14.     | Estafas                          | |
| 15.        | 15.     | Provincia vs. Chilangos          | |
| 16.        | 16.     | Chilangos vs. Provincia          | |
| 17.        | 17.     | Crueldad Animal                  | |
| 18.        | 18.     | Travestis                        | |
| 19.        | 19.     | Los Feos                         | |
| 20.        | 20.     | Antros                           | |
| 21.        | 21.     | Brujos, Magos y Adivinos         | |
| 22.        | 22.     | Mitos y Leyendas                 | *Untranseúnte - Maniáticos Sexuales con Jacqueline Bracamontes *Que lo hagan ellas - El Pastel *Industrias Incógnito - La Máscara de Marco Antonio Regil                 |
| 23.        | 23.     | Peleas Callejeras 2              | |
| 24.        | 24.     | Swingers                         | |
| 25.        | 25.     | Telenovelas                      | *Changoleon - Actrices de Rebelde *Mi Papá es un Duende - La Petición de Mano *Todo o Nada *Industrias Incógnito - Rafita el Muñeco *Que lo hagan ellas - Bañar al Perro |
| 26.        | 26.     | Pepenadores                      | |
| 27.        | 27.     | El Naco que Llevamos Dentro      | |
| 28.        | 28.     | Narcotráfico                     | |
| 29.        | 29.     | De Mexicanos a Mexicanos         | *Mi Papá es un Duende - En Xochimilco *Industrias Incógnito - La Muñeca de Anahí                                                                                         |
| 30.        | 30.     | Fútbol                           | *Mi Papá es un Duende - Jaime Duende conoce a Pepillo Origel |
| 31.        | 31.     | Y tú, ¿Cómo vives?               | *Mi Papá es un Duende - La beca para jaimito *Industrias Incógnito - El Muñeco de Sergio Mayer.                                                                          |
| 32.        | 32.     | Amor vs Odio                     | *Mi Papá es un Duende - Cena con los Japoneses. |
| 33.        | 33.     | Halloween y el Día de muertos    | |
| 34.        | 34.     | Cosas Gratis de Facundo          | *Mi Papá es un Duende - El Velorio |
| 35.        | 35.     | Puerto Vallarta Máxim            | |
| 36.        | 36.     | Los Accidentes en Casa           | |
| 37.        | 37.     | Videos Prohibidos de Incógnito   | *Mi Papá es un Duende - En el cine |
| 38.        | 38.     | Cuento de Navidad                | |
| 39.        | 39.     | Bromas y propósitos de Año Nuevo | |
| 40.        | 40.     | Cementerios                      | |
| 41.        | 41.     | La Educación                     | |

## Presupuesto
En 2006 el programa se quedó sin presupuesto y Facundo pidió ayuda al público para seguir transmitiendo.[cita requerida] Sin embargo no sería hasta el 7 de agosto de 2008 cuando el programa saldría del aire definitivamente por razones ajenas al presupuesto.
El programa finalizó según Facundo, porque se aburrieron de salir a la calle para la diversión de los televidentes..

## Futuro
El irreverente conductor volvió a la tv en 2012 con el programa Ya Parate, el experimento y en septiembre de 2013, a 5 años del final de Incógnito, volverá con un programa llamado Turnocturno. El 1 de octubre de 2012 se retransmitió el programa en el canal de Televisa Networks Distrito Comedia, se terminó el 2 de septiembre de 2013 con los 106 episodios (transmitiéndose Lunes, Miércoles y viernes), seguirán más repeticiones, desde 2016 este programa va estar disponible en Blim con los 156 completos con menciones de los patrocinadores (en ese tiempo) durante el programa. Desde 2020 se retransmite nuevamente por el canal de cable Telehit y para 2022 por BitMe.